# 十二羰基三锇
十二羰基三锇是锇与一氧化碳形成的黄色配合物，化学式为Os3(CO)12。因为Os3金属－羰基簇合物的稳定性较高:444，所以十二羰基三锇是制备有机锇化合物的重要前体。在原子簇化学中，对Os3(CO)12及其密度更轻的类似物Ru3(CO)12和它们的衍生物的研究取得了较大的进展。

## 类似物结构
十二羰基三锇有着D3h对称性，其分子中含锇原子组成的等边三角形，每个锇原子上还连了两个位于三角形平面内的羰基配体和两个垂直于三角形平面的羰基。Os–Os键长为2.88 Â（288 pm）:444。另外，同副族的铁、钌、锇的三原子簇十二羰基化合物稳定性依次递增:444。Ru3(CO)12与Os3(CO)12结构类似，但Fe3(CO)12却不同，其分子中有两个羰基作为桥键以μ2方式配位，整个分子属于C2v点群。这种结构的差异可能是因为铁的原子半径较小，可以支撑住桥连的羰基；钌、锇的M–M键太长，不能支撑桥连羰基，故采取了更为对称的配位方式:1105。

## 制备方法
Os3(CO)12可通过溶于甲醇的OsO4和压强为75atm的一氧化碳在175°C直接反应得到，此反应几乎是定量发生的，产率为85%：:443
{\displaystyle {\rm {3OsO_{4}+24CO{\xrightarrow {175^{\circ }C}}Os_{3}(CO)_{12}+12CO_{2}}}}
Os3(CO)12也可在压强为120atm的一氧化碳中加热溶于二甲苯的二氧化锇至175°C来制备，产率为70%:443。

## 化学性质
Os3(CO)12的化学性质已得以彻底检验。十二羰基三锇与各种配体直接反应得到的产物很复杂，因为Os–CO键很稳定，取代羰基需要较高的温度，而在高温下反应物又会进一步发生加成反应。在Me3NO存在下，Os3(CO)12易与配体反应，发生脱羰反应转变为较为不稳定的Os3(CO)11(MeCN)和Os3(CO)10(MeCN)2。Os3(CO)11(MeCN)能够和极弱的碱性配体反应，得到Os3(CO)11(C2H4) and Os3(CO)11(C5H5N)。如果令Os3(CO)12直接与乙烯或吡啶反应，则会破坏后两者的结构，生成乙烯基氢化物HOs3(CO)10(η1,η2-C2H3)或吡啶基氢化物HOs3(CO)10(NC5H4)。生成这样的产物证明了Os–H键与Os–C键的稳定性。
Os3(CO)12及其衍生物可以说明金属与烃类的反应情况。例如CH3(H)Os3(CO)10分子是证明抓氢键存在的强有力的证据。
Os3(CO)12可以作为合成Os(0)络合物的原料。三苯基膦与它反应会取代下1－3个羰基配体，而氢氧化钾与它反应则会得到氢负离子为配体的簇合物:444：
{\displaystyle {\ce {Os3(CO)12 + KOH->K[Os3(CO)11H] +CO2}}}
在密封管中加热Os3(CO)12时，可以制备锇的更高级原子簇络合物，例如在210°C下加热十二羰基三锇12小时，得到深棕色的Os6(CO)18，产率为80%:445。
十羰基二氢合三锇是个值得一提的分子。从化学键的观点来讲，此分子中有两个羰基分别桥连在一对锇原子上，类似乙硼烷的结构。